# 邁西克 (博布里涅茨區)
47°51′1″N 32°2′49″E / 47.85028°N 32.04694°E
邁西克（烏克蘭語：Майське），是烏克蘭中部的村莊，隸屬基洛夫格勒州的克羅皮夫尼茨基區。該村面積0.63平方公里，海拔高度154米，2001年人口15，人口密度每平方公里23.9人。